# Dennis Wilshaw
Dennis James Wilshaw (født 11. marts 1926, død 10. maj 2004) var en engelsk fodboldspiller (angriber).
Wilshaw tilbragte størstedelen af sin karriere hos Wolverhampton Wanderers. Her var han i 1954 med til at vinde det engelske mesterskab, ligesom det i 1949 blev til triumf i FA Cuppen. Han repræsenterede også Walsall og Stoke City.
Wilshaw spillede desuden 12 kampe og scorede 10 mål for det engelske landshold. Hans første landskamp var et opgør mod Wales 10. oktober 1953, hans sidste en kamp mod Nordirland 6. oktober 1956. Han var en del af det engelske hold der deltog ved VM i 1954 i Schweiz, og spillede to af landets tre kampe i turneringen.

## Titler
Engelsk mesterskab
- 1954 med Wolverhampton Wanderers

FA Cup
- 1949 med Wolverhampton Wanderers